# Avidagos
Avidagos é uma povoação portuguesa do Município de Mirandela que foi sede da extinta Freguesia de Avidagos, freguesia que tinha 17,12 km² de área e 245 habitantes (2011), e, por isso, uma densidade populacional de 14,3 hab/km².
A Freguesia de Avidagos foi extinta (agregada) pela reorganização administrativa de 2012/2013, tendo o seu território sido agregado ao das Freguesias de Navalho e de Pereira para criar a União de Freguesias de Avidagos, Navalho e Pereira.
Além da sede, a Freguesia de Avidagos possui duas outras aldeias: Carvalhal e Palorca. Em termos administrativos, Avidagos pertenceu ao concelho de Lamas de Orelhão até à sua extinção, a 31 de Dezembro de 1853. Dista 19 km à sede de município.
O topónimo Avidagos deve ser a forma protésica do arcaico Vidagos, de um vocábulo arcaico “vidago”, derivado de “vide”. Do latim habitaculum, “habitação”, através do português arcaico Avidáguo (Auidagoo).
O seu orago é S. Miguel, cuja festa em sua honra se realiza todos os anos a 29 de Setembro.

## População
| População da freguesia de Avidagos | População da freguesia de Avidagos | População da freguesia de Avidagos | População da freguesia de Avidagos | População da freguesia de Avidagos | População da freguesia de Avidagos | População da freguesia de Avidagos | População da freguesia de Avidagos | População da freguesia de Avidagos | População da freguesia de Avidagos | População da freguesia de Avidagos | População da freguesia de Avidagos | População da freguesia de Avidagos | População da freguesia de Avidagos | População da freguesia de Avidagos |
| ---------------------------------- | ---------------------------------- | ---------------------------------- | ---------------------------------- | ---------------------------------- | ---------------------------------- | ---------------------------------- | ---------------------------------- | ---------------------------------- | ---------------------------------- | ---------------------------------- | ---------------------------------- | ---------------------------------- | ---------------------------------- | ---------------------------------- |
| 1864                               | 1878                               | 1890                               | 1900                               | 1911                               | 1920                               | 1930                               | 1940                               | 1950                               | 1960                               | 1970                               | 1981                               | 1991                               | 2001                               | 2011                               |
| 687                                | 797                                | 627                                | 651                                | 684                                | 454                                | 678                                | 600                                | 623                                | 548                                | 482                                | 434                                | 405                                | 325                                | 245                                |

Por decreto lei nº 23.081, de 07/10/1933, foi criada a freguesia de Pereira com lugares desta freguesia. Por decreto lei nº 27.424, de 31/12/1936, a freguesia de Guide foi anexada a esta freguesia

## Brasão e Heráldica
A ordenação heráldica da freguesia, publicada a 28 de Agosto de 2001, é a seguinte:
- Armas - Escudo de vermelho, uma abelha de ouro realçada de negro; em orla, um ramo de oliveira de prata, frutado de negro. Coroa mural de prata de três torres. Listel branco, com a legenda a negro: “AVIDAGOS".
- Bandeira - De amarelo. Cordão e borlas de ouro e vermelho. Haste e lança de ouro.

## Principais actividades económicas
Agricultura, o Olival e o Amendoal, Apicultura, Comércio, Queijaria

## Património cultural e edificado
- Igreja Matriz
- Capelas da Nossa Senhora da Conceição, da Senhora dos Milagres, da Sagrada Família em Avidagos, Capelas em Carvalhal, em Palorca, Alminha na Rua Dr. Joaquim Trigo de Negreiros
- Fraga do Corvo em Avidagos
- Buraco da Gralheira em Avidagos

## Equipamentos colectivos
- Centro de Dia
- Sede da Junta de Freguesia
- Igreja
- Cemitério
- Escola do 1° ciclo

## Colectividades
- Associação Cultural e Recreativa de Avidagos

## Festas, romarias e feiras
- São Miguel (29 de Setembro) e Sta. Barbara (3° domingo de Agosto)
- Feira Mensal no último Domingo do mês

## Gastronomia e artesanato
- Folar Doce
- Trabalhos em Madeira